# Bezzia bohemica
Bezzia bohemica är en tvåvingeart som beskrevs av Jean-Jacques Kieffer 1919. Bezzia bohemica ingår i släktet Bezzia och familjen svidknott. Inga underarter finns listade i Catalogue of Life.